# Özberk
Özberk ist ein türkischer männlicher Vorname und Familienname, gebildet aus den türkischen Elementen öz und berk (dt.: „hart, fest“).

## Namensträger

### Familienname
- Burcu Özberk (* 1989), türkische Schauspielerin
- Özge Özberk (* 1976), türkische Schauspielerin und Ballerina
- Sakıp Özberk (1945–2023), türkischer Fußballspieler und -trainer